# Gekijōban Fairy Tail: Dragon Cry
Fairy Tail: Dragon Cry (劇場版 フェアリーテイル -DRAGON CRY- Gekijō-ban Fearī Teiru: Doragon Kurai) là bộ phim hoạt hình Nhật Bản vào năm 2017 dựa trên bộ truyện shōnen manga và anime Fairy Tail của Mashima Hiro. Đạo diễn Minamikawa Tatsuma dựa trên một kịch bản của Yonemura Shōji, cả hai đều làm việc trong anime, trong khi Mashima tham gia vào vai giám đốc sản xuất và storyboard artist. Kakihara Tetsuya, Hirano Aya, Kugimiya Rie, Nakamura Yuichi, Ōhara Sayaka, Satō Satomi, và Horie Yui tất cả đều thực hiện vai trò của họ trong loạt phim truyền hình cùng với các nhân vật mới được thiết kế bởi Mashima và Yamada Yūko. Nó được phát hành vào ngày 6 tháng 5 năm 2017.

## Nhân vật phim
Vua Animus (アニムス王 Animusu-ō), là người cai trị của Vương quốc Stella.
Lồng tiếng bởi: Furukawa Makoto
Sonya (ソーニャ Sōnya), là trợ lý của King Animus và người bạn thời thơ ấu.
Lồng tiếng bởi: Yūki Aoi
Zash Caine (ザッシュ・ケイン Zasshu Kein), là Quốc vụ Đại thần của Vương quốc Stella.
Lồng tiếng bởi: Saito Jiro
Swan (スワン Suwan), thuộc lực lượng quân đội Vương quốc Stella, một thành viên của Three Stars, sử dụng găng chân sắt để chiến đấu.
Lồng tiếng bởi: Takahashi Chiaki
Doll (ドール Dōru), thuộc lực lượng quân đội Vương quốc Stella, một thành viên của Three Stars, sử dụng 2 búp bê để thực hiện chiêu thức tấn công hệ lửa.
Lồng tiếng bởi: Takeuchi Ryōta
Gapri (ガプリ Gapuri), thuộc lực lượng quân đội Vương quốc Stella, một thành viên của Three Stars, sử dụng thiết cầu (quả cầu sắt) làm vũ khí.
Lồng tiếng bởi: Yashiro Taku

## Diễn viên lồng tiếng
- Kakihara Tetsuya - Natsu Dragneel[2]
- Hirano Aya - Lucy Heartfilia[2]
- Kugimiya Rie - Happy[2]
- Nakamura Yuichi - Gray Fullbuster[2]
- Ohara Sayaka - Erza Scarlet[2]
- Satō Satomi - Wendy Marvel[2]
- Horie Yui - Carla[2]
- Furukawa Makoto - Vua Animus[4]
- Yūki Aoi - Sonya[4]
- Saito Jiro - Zash Caine[4]
- Takahashi Chiaki - Swan
- Takeuchi Ryōta - Doll
- Yashiro Taku - Gapri

## Quảng bá
Bộ phim được công bố lần đầu tiên trong tạp chí Tuần san Shounen Magazine của nhà xuất bản Kodansha vào tháng 5 năm 2015, với các tác phẩm nghệ thuật chính và khái niệm được minh hoạ bởi Mashima Hiro. Chiến dịch của bộ phim quảng bá cho đỉnh cao của loạt truyện manga Fairy Tail.